# HN Весов
HN Весов (лат. HN Librae), Глизе 555 — одиночная переменная звезда в созвездии Весов на расстоянии приблизительно 20,4 световых лет (около 6,2 парсеков) от Солнца. Видимая звёздная величина звезды — от +10,33m до +10,3m.
Вокруг звезды предположительно обращается, как минимум, одна планета.

## Характеристики
HN Весов — красный карлик, вращающаяся переменная звезда типа BY Дракона (BY) спектрального класса M4V или M3,5V. Масса — около 0,22 солнечной, радиус — около 0,31 солнечного, светимость — около 0,00096 солнечной. Эффективная температура — около 3200 К.

## Планетная система
В 2019 году группой астрономов у звезды обнаружена планета.